# 海南行政区
海南行政区，中华人民共和国广东省已撤销的副省级行政区。1988年撤銷，设立海南省。

## 历史
- 1950年4月底，中国人民解放军登陆海南，废除中華民國海南特别行政区，原琼崖专区改置海南行政区，隶属于广东省；并成立海南军政委员会，实行军事管制。中国共产党琼崖区委员会改为中国共产党海南区委员会。海口市新设新民县；昌江、感恩二县合并为昌感县。辖琼山、文昌、定安、万宁、澄迈、临高、儋县、陵水、保亭、崖县、乐东、琼东、乐会、白沙、昌江、感恩、新民等县。
- 1951年解除軍事管制，海南行政区设立海南行政公署，驻琼山，隶属于广东省人民政府。
- 1952年，海南行政区南部单独划设海南黎族苗族自治区，新设设东方、琼中二县。
- 1953年，直辖的陵水、崖县二县划归海南州；新民县更名屯昌县。
- 1955年，中国人民解放军向中華民國國軍驻守的浮水洲岛(今越南白龙尾岛)进攻，并设立行政机关，隶属儋县（今儋州市）。至此，国军完全撤出海南岛和北部湾。
- 1955年海南黎族苗族自治区改称海南黎族苗族自治州。
- 1957年，新设那大县。3月，中华人民共和国政府指派马白山，将浮水洲岛移交给越南政府。此后，越南民主共和國将此岛改称为白龙尾岛。
- 1958年，广东省海口市由省辖市降格划入海南行政区。
- 1959年，撤销琼山、那大、临高、保亭、陵水、白沙、昌感七县；琼东、万宁、乐会三县合并设立琼海县；定安、屯昌二县，合并设立定昌县；海南行政区与海南自治州合署办公。
- 1960年，恢复琼山、万宁、保亭三县。
- 1961年，恢复定安、屯昌、临高、白沙、陵水、昌江六县；撤销定昌县；恢复行政区办公。
- 1968年4月文化大革命中，海南行政区革命委员会成立，实行党政“一元化”领导。
- 1970年10月6日，广东省革命委员会通知，根据当时宪法修改草案规定的精神，将海南行政区革命委员会改为“海南地区革命委员会”；不久，又成立中共海南地委。1971年1月17日至23日召开中共海南地区第一次党代会，产生中共广东省海南地区第一届委员会。1971年1月31日，中共广东省委批准成立中共广东省海南地区委员会，冯镜桥任书记。
- 1972年10月1日，根据中共广东省委通知，海南地区改为海南行政区。中共广东省海南地区委员会改为“中共广东省海南行政区委员会”。
- 1980年1月，海南革委会恢复原名海南行政区公署，管辖海南黎族苗族自治州并直辖琼山、文昌、临高、澄迈、琼海、屯昌、儋县、万宁、定安9县1市，新设西沙、南沙、中沙群岛办事处。
- 1984年5月31日，第六届全国人民代表大会第二次会议审议了国务院关于成立海南行政区人民政府的议案，决定设立副省级的海南行政区。1984年10月1日，撤销海南行政区公署，成立海南行政区人民政府。
- 1984年，合并榆林、保亭和崖县等地，设三亚市。
- 1986年，海口市升为广东省地级市；新设通什市(今五指山市)。
- 1986年8月开始，国务院批准海南行政区享有省级经济管理权限，实行计划单列。
- 1987年，撤销海南黎族苗族自治州，海南行政区人民政府直辖岛上所有行政区；三亚市升为广东省地级市。
- 1988年4月，撤销海南行政区，成立海南省和海南经济特区[2]。

## 历任区委书记
1. 冯白驹（1950.06.02－1954.08.02）
2. 陈仁麟（1953.04－1955.07.08）
3. 张伟烈（1955.07.08－1956.05.03）
4. 张云（1956.05.03－1958.06.02）
5. 林李明（1957.12－1960.10）
6. 杨泽江（1960.10－1968.4）
7. 孙干卿：广东省海南行政区革命委员会核心小组、军代表（1968.8.5－1970.1.3）
8. 冯镜桥：广东省海南行政区革命委员会核心小组、军代表、革委会主任（1970.1.3－1974.12.11）
9. 李子元（1974.12.11－1975.11.7）
10. 李尔重（1975.11.7－1976.12.9）
11. 罗天（1976.12.9－1983.8.8）
12. 姚文绪（1983.8.8－1988.4.26）[3]

## 历任行政负责人
- 海南军政委员会（1950年5月上旬-1951年4月22日）
  - 主任/主席：邓华
  - 副主任/副主席：冯白驹、张池明
  - 委员：邓华、冯白驹、张池明、韩先楚、袁升平、李作鹏、何浚、黄康、吴克之、杨少民、萧焕辉、云应霖、黎民（即李黎明）、陈斯德、王国兴。
  - 秘书长：黎民
- 广东省人民政府海南行政公署
  - 主任冯白驹（1951年4月22日至1953年11月25日）/肖焕辉(1953年11月25日至1955年10月20日)/王觉（1955年10月20日至1957年7月15日）/肖焕辉(1957年7月15日至1958年7月22日)//肖焕辉（1958年7月22日至1965年9月30日）/魏南金(1965年9月30日至1968年4月5日)
- 广东省海南地区军事管制委员会(1967年3月25日-1968年4月5日)
  - 主任孙干卿
  - 副主任杨绍良、单印章
  - 军管会下设革命委员会主任单印章
  - 军管会下设生产委员会主任杨绍良，副主任乔怀宝、魏南金
- 海南行政区革命委员会（1968年4月5日至1970年10月6日）/“海南地区革命委员会”(1970年10月6日至1980年1月1日)
  - 主任：孙干卿(1968年4月5日至1970年1月14日)/冯镜桥(1970年1月14日至1974年12月19日)/李子元(1974年12月19日至1975年11月7日)/李尔重(1975年11月7日至1976年12月10日)/罗天(1976年12月10日至1980年4月19日)
  - 副主任：杨绍良、王昌虎、马腾、乔怀宝、符气合
- 海南行政区公署（1980年1月1日至1984年10月1日）
  - 主任：雷宇（1982年8月18日至1984年10月1日）
- 海南行政区人民政府（1984年10月1日至1988年4月12日）
  - 负责人：雷宇（1984年10月1日至1985年7月26日）/孟庆平(1985年7月26日至1988年4月13日)